# Lettret
Lettret ist eine französische Gemeinde im Département Hautes-Alpes in der Region Provence-Alpes-Côte d’Azur. Sie gehört zum Kanton Tallard im Arrondissement Gap.

## Geografie
Die Durance markiert im Süden die Grenze zu Tallard und Venterol. Die weiteren Nachbargemeinden sind Gap im Norden, Jarjayes im Osten und Châteauvieux im Westen. Das Dorf liegt auf rund 600 m über dem Meer.

## Bevölkerungsentwicklung
| Jahr      | 1962 | 1968 | 1975 | 1982 | 1990 | 1999 | 2008 | 2018 |
| --------- | ---- | ---- | ---- | ---- | ---- | ---- | ---- | ---- |
| Einwohner | 73   | 61   | 55   | 81   | 92   | 109  | 165  | 187  |